# 川口遗址
川口遗址，位于中国甘肃省镇原县，为一个省级文物保护单位，类型为古遗址。
川口遗址的历史年代为新石器时代。